# Notommata pseudocerberus
Notommata pseudocerberus är en hjuldjursart som beskrevs av de Beauchamp 1908. Notommata pseudocerberus ingår i släktet Notommata och familjen Notommatidae. Inga underarter finns listade i Catalogue of Life.